# El silenci dels arbres
El silenci dels arbres és una novel·la d'Eduard Márquez publicada el 2003. La novel·la va quedar finalista en els Premis Llibreter de narrativa. Segons el crític Javier Cisneros «...és una relectura contemporània del descens d'Orfeu a l'infern, una paràbola sobre com, enmig de la guerra i de l'horror, l'ésser humà troba refugi en la bellesa». El 2003 va ser traduïda al castellà per Ramón Minguillón i el 2004 a l'alemany per Ilse Layer. Segons el diari madrileny El País, aquesta novel·la mostra que la condició d'escriptor en llengua catalana no impedeix l'autor de practicar una literatura «saludablement deslligada de qualsevol marca nacional». Segons la Neue Zürcher Zeitung és una novel·la fàcil per llegir i fàcil per oblidar.